# Пашнюк-Пашнєв Євген Сергійович
Євге́н Сергі́йович Пашню́к-Пашнєв — військовослужбовець ОЗСП «Азов» НГУ. Загинув у полоні внаслідок теракту, вчиненого в ніч проти 29 липня 2022 року російськими окупаційними військами на території колишньої Волноваської виправної колонії № 120.

## Життєпис
29 років, селище Велика Олександрівка на Херсонщині. Після закінчення школи вступив до Бериславського фахового педагогічного коледжу.
Із 2012 року проходив військову службу за контрактом у в/ч 3056 Національної гвардії України. Прослужив майже 11 років. Долучився до «Азова» в січні 2022 року.
Із початком повномасштабної війни обороняв Маріуполь. Мав посаду гранатометника.
На «Азовсталі» освідчився дівчині Ангеліні, з якою був знайомий з дитинства.

## Загибель
Після боїв за Маріуполь і героїчної оборони на «Азовсталі» потрапив у колишню Волноваську виправну колонію № 120 (біля селища Оленівка), що за 20 кілометрів від Донецька. Загинув внаслідок терористичного акту російських військ.